# Camí dels Reis (Mallorca)
|  | Per a altres significats, vegeu «estació de Camí dels Reis». |

El Camí dels Reis és un antic camí de Palma, avui asfaltat, convertit en carretera i parcialment urbanitzat, que va de la Indioteria a Gènova, i que antigament arribava fins a Bendinat. Es tracta d'un antic camí que ha estat modernitzat amb el temps i que conforma una circumval·lació parcial de la ciutat tot connectant els barris perifèrics de ponent amb els principals polígons industrials i hospitals de la ciutat, de manera força paral·lela a la meitat oest de la Via de Cintura. Entre la sortida 9 de la Ma-20 i la sortida 6 de la Ma-1 rep el nom de Ma-1044, que neix a Sant Agustí, puja fins al Camí dels Reis i, de la Teulera, baixa fins a Son Armadams, on mor a la plaça del Pont.
El camí dels Reis és un camí antiquíssim, que connectava la costa de Calvià amb el Castell d'Alaró i les pastures de Tramuntana tot circumval·lant la ciutat, i del qual solament roman el dit segment. Recorria tot el corredor de Serra de na Burguesa fins a Portals Nous, d'on s'enfilava pel Torrent de s'Hostalet cap a Bendinat i anava costa a través, deixant la mar a la dreta, cap al Coll de la Barrera i fins al nucli de Gènova. Tota la part de camí fins a Son Batle, entre Gènova i Sant Agustí, jeu sota l'autopista, i només sobreviu a partir del Golf Bendinat com a voral, per bé que amb un traçat i fisonomia del tot nous. A partir de Son Batle, el camí segueix el traçat antic, ara amb la fisonomia tradicional, suara eixamplat i modernitzat: entra dins Gènova, va cap a Son Rapinya paral·lel a la Via de Cintura, passa pel sud d'aquesta barriada i de la Vileta i continua per Son Moix i la Real fins a arribar a la Indioteria. A partir d'allà descriu dos angles de noranta graus, voltant a sud i a llevant, i acaba al camí de Bunyola, just on creua el Torrent Gros. El camí dels Reis fou el que emprengué el Rei en Jaume de Bendinat fins al campament que establí a la Real per assetjar la ciutat durant la Conquesta de Mallorca. Curiosament, per bé que el campament català no s'ha pogut localitzar, sí que s'ha localitzat un campament romà en aquella mateixa zona: el campament romà de Son Espases, que degué ser el centre de les operacions de la conquesta romana el 123 aC.
Antigament un camí de transhumància, al llarg del segle XX ha estat reconvertit a la nova realitat, i ara és un eix que vertebra els barris de ponent i de tramuntana, relativament paral·lel a la Via de Cintura. Connecta els barris de Gènova, Son Rapinya i la Vileta, i més indirectament de la Real i Son Sardina, amb les grans zones de serveis: el Polígon de Son Castelló i el de Can Valero, l'Hospital de Son Espases i altres hospitals privats adjacents, l'Estadi i el Palau Municipal d'Esports de Son Moix i la gran zona d'escoles de Son Rapinya (el CIDE, la Salle, Montision i la Puresa). A més, creua la Carretera de Puigpunyent (Ma-1041), la Carretera d'Esporles (Ma-1040), la Carretera de Valldemossa (Ma-1110) i la Carretera de Sóller, i connecta amb una estació de metro.